# Ericaphis gentneri
Ericaphis gentneri är en insektsart som först beskrevs av Mason, P.W. 1947.  Ericaphis gentneri ingår i släktet Ericaphis och familjen långrörsbladlöss. Inga underarter finns listade i Catalogue of Life.